# Liste der Bodendenkmäler in Erwitte
Die folgende Liste enthält alle in der Denkmalliste der Stadt ausgewiesenen Bodendenkmäler auf dem Gebiet der Stadt Erwitte, Kreis Soest, Nordrhein-Westfalen.
Hinweis: Die Reihenfolge der Denkmäler in dieser Liste entspricht der offiziellen Liste und ist nach Bezeichnung, Ortsteilen und Straßen sortierbar.
| Nr.   | Bezeichnung                                                          | Lage | Eingetragen seit | Beschreibung                                                                                      | Bild |
| ----- | -------------------------------------------------------------------- | --- | ---------------- | ------------------------------------------------------------------------------------------------- | ---- |
| BD 01 | Ehemalige Burgstelle westlich des Brockhofes                         | Stirpe Flur 3 Flurstück 41 Standort                                                                              |                  | Burg Brockhof                                                                                     |      |
| BD 02 | Bodendenkmal Wüstung „Erlenhof“                                      | Bad Westernkotten Flur 8 Flurstück 8 Standort                                                                    |                  |                                                                                                   |      |
| BD 03 | Reststück der Landwehr in Seringhausen nebst dahinterliegenden Hügel | Seringhausen Flur 3 Flurstück 16 Standort                                                                        |                  |                                                                                                   |      |
| BD 04 | Zwei Steinkisten des Neolithikums in Erwitte-Schmerlecke             | Schmerlecke Flur 7 Flurstück 137 und Flur 8 Flurstück 120 Standort                                               |                  | Zwei megalithische Galeriegrabanlagen westlich von Schmerlecke. Sie gehören zur "Soester Gruppe". |      |
| BD 05 | Steinzeitliche Siedlung Domhof                                       | Erwitte Flur 11 Flurstück 35 Standort                                                                            |                  |                                                                                                   |      |
| BD 06 | Westwall in Bad Westernkotten                                        | Bad Westernkotten Flur 3 Flurstücke 260 und 297 sowie Flur 16 Flurstücke 164, 61, 193, 211, 53, 60, 59 Standort  |                  |                                                                                                   |      |
| BD 07 | Nordwall in Bad Westernkotten                                        | Bad Westernkotten Flur 3, Flurstücke 336 und 322 Standort                                                        |                  |                                                                                                   |      |
| BD 08 | Friedhof der vorrömischen Eisenzeit in Bad Westernkotten             | Bad Westernkotten Flur 8, Flurstücke 188 und 189 Standort                                                        |                  |                                                                                                   |      |
| BD 09 | Frühmittelalterliche Siedlung (Assepe) in Bad Westernkotten          | Bad Westernkotten Flur 8, Flurstücke 188 und 189 Standort                                                        |                  |                                                                                                   |      |
| BD 10 | Wegestück „Alter Hellweg“ zwischen Triftweg und Wemberweg            | Erwitte Flur 24, Flurstück 36 und Flur 7 Flurstücke 102, 106, 277, 276, 99, 351, 352, 105, 104 (teilw.) Standort |                  |                                                                                                   |      |